# 충청남도부여교육지원청
충청남도부여교육지원청(忠淸南道扶餘敎育支援廳, Buyeo Office of Education)은 충청남도 부여군을 관할하는 충청남도교육청 산하의 교육지원청이다.
교육장은 장학관으로 보한다.

## 산하 기관

### 초등학교
| - 구룡초등학교 - 궁남초등학교 - 규암초등학교 - 내산초등학교 - 대왕초등학교 - 마정초등학교 - 백강초등학교 | - 백제초등학교 - 부여초등학교 - 석성초등학교 - 석양초등학교 - 세도초등학교 - 송간초등학교 - 양화초등학교 | - 옥산초등학교 - 외산초등학교 - 용당초등학교 - 은산초등학교 - 인세초등학교 - 임천초등학교 | - 장암초등학교 - 초촌초등학교 - 충화초등학교 - 합송초등학교 - 홍산초등학교 |

### 중학교
| - 백제중학교 - 부여여자중학교 - 부여중학교 | - 석성중학교 - 세도중학교 - 양화중학교 | - 외산중학교 - 용강중학교 - 은산중학교 | - 임천중학교 - 홍산중학교 |